# Стариков Микола Антонович
Стариков Микола Антонович (21 березня (2 квітня) 1897 с. Єдрово (нині Валдайського району Новгородської області), Російська імперія — 4 червня 1961 Київ, СРСР) — радянський вчений у галузі гірничої справи, дійсний член АН УРСР (з 1951), проф. (з 1939), родом з Новгородської області.
Після закінчення Ленінградського гірничого інституту працював у копальнях Кривого Рогу (1924—1928), на Уралі і з 1948 знову в Україні: проф. Криворізького Гірничорудного і (1951—1952) Дніпропетровсьокого гірничого інститутів. У 1958—61 в Інституті гірничої справи АН УРСР.
Автор бл. 50 праць. Основні дослідження стосуються боротьби з пожежами на колчеданних родовищах, розкриття і розробки рудних родовищ, зокрема на великих глибинах.